# One Time (Justin Bieber)
One Time is een single uit 2009 van Justin Bieber. Het is het lied waarmee Bieber internationaal doorbrak. Het nummer is afkomstig van Biebers album My World.
Het nummer is geschreven door Christopher Stewart, James Bunton, Corron Cole en Thabiso Nkhereanye en werd geproduceerd door The Movement (James Bunton and Corron Cole), Tricky Stewart en Kuk Harrell.

## Tracklist
- 'One Time' (Mean) - 3:23

## Hitnotering
| Hitlijsten (2009–2010)                 | Hoogste Positie |
| -------------------------------------- | --------------- |
| Australië                              | 23              |
| België (Vlaanderen)                    | 62              |
| België (Wallonië)                      | 44              |
| Brazilië                               | 70              |
| Canada                                 | 12              |
| Duitsland                              | 14              |
| European Hot 100                       | 29              |
| Frankrijk                              | 13              |
| Ierland                                | 31              |
| Nederland                              | 74              |
| Nieuw-Zeeland                          | 6               |
| Oostenrijk                             | 30              |
| Verenigd Koninkrijk                    | 11              |
| Verenigde Staten (Billboard Hot 100)   | 17              |
| Verenigde Staten (Billboard Pop Songs) | 14              |
| Zweden                                 | 55              |
| Zwitserland                            | 66              |